# علاقات كندا الخارجية
علاقات كندا الخارجية هي علاقات كندا مع الحكومات والشعوب الأخرى. كانت بريطانيا جهة الاتصال الخارجية الرئيسية قبل الحرب العالمية الثانية. منذ ذلك الحين، كانت أهم علاقة لكندا مع الولايات المتحدة، كونها أكبر علاقة تجارية في العالم. ومع ذلك، حافظت الحكومات الكندية تقليديًا على علاقات نشطة مع الدول الأخرى، ومعظمها من خلال المنظمات متعددة الأطراف مثل الأمم المتحدة، ودول الكومنولث، والمنظمة الدولية للفرنكوفونية، ومنظمة الدول الأمريكية، ومنظمة حلف شمال الأطلسي (الناتو).

## نبذة تاريخية

### الحقبة الاستعمارية
لم تسيطر المستعمرات البريطانية في أمريكا الشمالية، التي تشكل اليوم كندا الحديثة، على شؤونها الخارجية حتى وصول الحكومة المسؤولة في أواخر أربعينيات القرن التاسع عشر. حتى ذلك الوقت، نفذت الحكومة البريطانية الحروب، والمفاوضات، والمعاهدات لتسوية النزاعات المتعلقة بالمستعمرات حول الصيد، والحدود، وتعزيز التجارة. تشمل الأمثلة البارزة من الفترة الاستعمارية اتفاقية نوتكا، وحرب عام 1812، ومعاهدة راش باغوت، ومعاهدة عام 1818، ومعاهدة ويبستر آشبورتون، ومعاهدة أوريغون. قبل تفويض الحكومة المسؤولة، تعامل الدبلوماسيون البريطانيون مع الشؤون الخارجية وكان الهدف تحقيق الأهداف البريطانية، وخاصة السلام مع الولايات المتحدة، واعتبرت المصالح الكندية المحلية ثانوية. أشارت معاهدة التبادل الكندية الأمريكية لعام 1854 إلى تغيير هام في العلاقات بين بريطانيا ومستعمراتها في أمريكا الشمالية. سُمح لكندا في هذه المعاهدة بفرض رسوم جمركية مناسبة لدولة أجنبية (الولايات المتحدة) أكثر من بريطانيا، وهي سابقة شملت رسومًا جديدةً في الأعوام 1859 و1879 و1887، على الرغم من المطالب الغاضبة من جانب الصناعيين البريطانيين لأن هذه الرسوم غير مسموح بها في لندن.

### دومينيون كندا: 1867
بعد فترة وجيزة من الكونفدرالية، عين رئيس الوزراء الأول السير جون إيه. ماكدونالد السير جون روز بصفته أحد أعضاء اللوبي في لندن. عندما أصبح ألكسندر ماكينزي رئيسًا للوزراء، أرسل جورج براون لتمثيل كندا في واشنطن خلال محادثات التجارة البريطانية الأمريكية. بعد عودة حزب المحافظين إلى السلطة عام 1878، أرسلت الحكومة ألكسندر غالت إلى لندن، وكذلك إلى فرنسا وإسبانيا. على الرغم من قلق الحكومة البريطانية بشأن هذه الدبلوماسية الكندية الناشئة، لكنها وافقت أخيرًا على منح غالت لقب المفوض السامي الرسمي في عام 1880. عُين مفوضًا تجاريًا في أستراليا في عام 1894. ساعد تشارلز توبر بصفته المفوض السامي في التفاوض على اتفاقية مع فرنسا في عام 1893، لكنها صُدقت من قبل السفير البريطاني باعتباره ممثل رسمي للملكة في فرنسا. وفي الوقت نفسه في العام 1882، بدأت مقاطعة كيبيك تجاربها الأولى في المجتمع الدولي عن طريق إرسال ممثلها هكتور فابر إلى باريس في عام 1882.
كانت ردود كندا على الأحداث الدولية في أماكن أخرى محدودة في هذا الوقت. على سبيل المثال خلال عام 1878، توترت العلاقات بين بريطانيا وروسيا، فبنت كندا بعض الدفاعات المحدودة ولكنها لم تفعل شيئًا آخرًا. ومع ذلك، كان من المتوقع أن تساهم كندا بقوات بحلول وقت الحملة البريطانية في السودان في عامي 1884-1885. جمع الحاكم العام لكندا سرًا 386 رحالًا على نفقة بريطانيا لمساعدة القوات البريطانية على نهر النيل، لأن أوتاوا لم تكن راغبة في المشاركة. بحلول عام 1885، عرض العديد من الكنديين التطوع كجزء من قوة كندية محتملة، لكن الحكومة رفضت التصرف. كان هذا تناقضًا حادًا مع أستراليا (نيوساوث ويلز)، التي جمعت ودفعت لقواتها.
كان جون شورت لارك أول ممثل تجاري كندي في الخارج. أصبح لارك أول مفوض تجاري لكندا بعد وفد تجاري ناجح إلى أستراليا برئاسة أول وزير كندي للتجارة والتبادل التجاري، ماكينزي باويل. أصبح نزاع حدود ألاسكا، المحتدم منذ أن اشترت الولايات المتحدة ألاسكا من روسيا عام 1867، حرجًا عندما اكتشِف الذهب في يوكون الكندية خلال أواخر تسعينيات القرن التاسع عشر. سيطرت ألاسكا على جميع موانئ الدخول الممكنة. قالت كندا إن حدودها شملت ميناء سكاغواي، الذي تسيطر عليه الولايات المتحدة. ذهب النزاع إلى التحكيم في عام 1903، ولكن المندوب البريطاني انحاز إلى الأمريكيين، مما أثار غضب الكنديين الذين شعروا بأن البريطانيين خانوا المصالح الكندية لكسب تأييد الولايات المتحدة.
أنشأ رئيس الوزراء السير ويلفريد لورييه في عام 1909 على مضض وغالبًا بناءً على طلب الحاكم العام إيرل غراي، والسفير البريطاني في واشنطن جيمس برايس، الذي قدر أن ثلاثة أرباع وقت سفارته خُصص للمسائل الكندية الأمريكية، وزارة الشؤون الخارجية ومنصبي وزير الدولة للشؤون الخارجية ونائبه.
وقع لورييه معاهدة التبادل مع الولايات المتحدة التي خفضت الرسوم الجمركية في كلا الاتجاهين. شجب المحافظون بقيادة روبرت بوردن المعاهدة، قائلين إنها تدمج اقتصاد كندا في اقتصاد الولايات المتحدة، وتفكك العلاقات مع بريطانيا. فاز حزب المحافظين في الانتخابات الفيدرالية الكندية عام 1911.

### الحروب العالمية
بسبب مساهمات كندا المهمة في المجهود الحربي البريطاني في 1914-1918، أصر رئيس الوزراء السير روبرت بوردن على معاملة كندا بصفتها موقّع منفصل على معاهدة فرساي. أصبحت كندا عضوا كامل العضوية في عصبة الأمم في عام 1920، وعملت بشكل مستقل عن لندن. انتخِبت لمجلس العصبة (مجلس الإدارة) في عام 1927. لم تلعب دورًا قياديًا، وعارضت بشكل عام العقوبات أو العمل العسكري من جانب العصبة. ألغيت العصبة عمليًا بحلول عام 1939.
أدارت الحكومة بعثة حرب كندية في واشنطن منذ عام 1918 وحتى عام 1921، ولكن لم تتمكن كندا من انتهاج سياسة خارجية مستقلة بجدية إلا بعد أن تولى ويليام ليون ماكينزي كينج رئاسة الوزراء في عام 1921. وقعت كندا في عام 1923 بشكل مستقل على معاهدة الهلبوت مع الولايات المتحدة بإصرار ماكينزي كينج، وهي المرة الأولى التي توقع فيها كندا على معاهدة دون توقيع البريطانيين عليها أيضًا. عينت الحكومة في عام 1925 دبلوماسيًا دائمًا في جنيف للتعامل مع عصبة الأمم ومنظمة العمل الدولية. بعد إعلان بلفور لعام 1926، عين كينج فنسنت ماسي بصفته أول وزير مفوض كندي في واشنطن عام 1926، ورفع المكتب في باريس إلى مركزٍ للمفوضية بقيادة فيليب روي عام 1928، وافتتح مفوضيةً في طوكيو مع هربرت مارلر بصفة مبعوثٍ عام 1929.
نالت كندا استقلالها التشريعي من خلال تشريع قانون وستمنستر في عام 1931، على الرغم من أن البعثات الدبلوماسية البريطانية استمرت في تمثيل كندا في معظم البلدان طوال ثلاثينيات القرن العشرين.
دعمت حكومة ماكينزي كينج بقوة سياسة التهدئة التي انتهجتها حكومة تشامبرلين في لندن للتعامل مع ألمانيا النازية في ثلاثينيات القرن العشرين.
سارعت كندا إلى توسيع بعثاتها الدبلوماسية في الخارج بعد اندلاع الحرب العالمية الثانية في عام 1939. في حين استضافت كندا مؤتمرين رئيسيين للحلفاء في كيبيك في عامي 1943 و1944، لم يدعَ رئيس الوزراء ماكينزي كينج ولا كبار الجنرالات والأميرالات للمشاركة في أي من المناقشات.

### 1945 إلى 1957
لطالما كان المعهد الكندي للشؤون الدولية (CIIA) المركز الفكري للتفكير المتعلّق بالسياسة الخارجية. اسمه الحالي هو «المجلس الدولي الكندي». ذهب المعهد الكندي للشؤون الدولية (CIIA) إلى ما هو أبعد من دوره في البحث المحايد وغير السياسي، الذي كان يلعبه في الأصل، تحت إدارة رجل الأعمال إدغار تار من عام 1931 إلى 1950. وبدلًا من ذلك، ناصر المعهد الحكم الذاتي الوطني الكندي وسعى إلى توسيع الدور الدولي للبلاد، في الوقت الذي كانت تتحدّى فيه الإمبريالية البريطانية. حضر العديد من الدبلوماسيين مؤتمراته ودعموا مهمّته الجديدة. ابتعدت سياسة كندا الخارجية عن الإمبريالية واتّجهت، نوعًا ما، نحو مناهضة الاستعمار الذي تروّج له الولايات المتحدة. عمل قادة المعهد الكندي للشؤون الدولية (CIIA) والمسؤولون الكنديون على تشجيع القوى الوطنية في الهند والصين وجنوب شرق آسيا التي كانت تهدف إلى رفض الحكم الاستعماري والهيمنة الغربية.
يشدّد الدبلوماسيون الذين يتذكّرون حقبة ما بعد الحرب، والتي يطلقون عليها بإعجاب في الأربعينيات والخمسينيات من القرن العشرين «العصر الذهبي» للسياسة الخارجية الكندية، على الدور البارز الذي لعبه ليستر بولز بيرسون. ومن المؤكّد أنها تميّزت عن الانعزالية المُحرجة في ثلاثينيات القرن العشرين، والتي وصفها جيمس إيرز «بالعقد المنحط وغير المشرّف». ومع ذلك، طُعِن بوسم العصر الذهبي على أنه مبالغةٌ رومانسية. تعامل رئيس الوزراء ويليام ليون ماكنزي كينغ، الذي عمل على نحوٍ وثيق مع وزير خارجيته لويس سانت لوران، فيما يخصّ العلاقات الخارجية من عام 1945 حتى عام 1948 بطريقةٍ اتّسمت بالحذر. أقرضت كندا وتبرعّت بأكثر من ملياري دولار لبريطانيا لمساعدتها على إعادة البناء (عن طريق شراء الصادرات الكندية). وانتُخِبت كندا لعضوية مجلس الأمن للأمم المتحدة. كما ساعدت في إعداد الناتو. ومع ذلك، رفض ماكنزي كينغ التجارة الحرّة مع الولايات المتحدة، وقرّر ألا يلعب دورًا في جسر برلين الجوي. شاركت كندا بنشاطٍ في عصبة الأمم، وذلك في المقام الأول لأنها استطاعت أن تعمل عملًا منفصلًا عن بريطانيا. ولعبت دورًا متواضعًا في تشكيل الأمم المتحدة بعد الحرب، وكذلك صندوق النقد الدولي. لعبت دورًا أكبر إلى حدٍّ ما في عام 1947 في وضع الاتفاقية العامة للتعريفة الجمركية والتجارة (جات). ضعُفت العلاقات مع بريطانيا العظمى تدريجيًا، خاصةً في عام 1956 عندما رفضت كندا دعم الغزو البريطاني والفرنسي لمصر للسيطرة على قناة السويس. فاز الليبرالي ليستر بولز بيرسون الذي كان يشغل منصب وزير للشؤون الخارجية (وزير الخارجية) بجائزة نوبل للسلام لتنظيمه قوّة الطوارئ التابعة للأمم المتحدة عام 1956 لحلّ أزمة السويس.
في الفترة الممتدّة من عام 1939 إلى عام 1968، كانت السياسة الخارجية مبنية على علاقاتٍ وثيقة مع الولايات المتحدة، وخاصة في السياسة التجارية والدفاعية، إذ كانت كندا عضوًا نشطًا في حلف شمال الأطلسي وكذلك شريكًا ثنائيًا مع الولايات المتحدة في تشكيل دفاع شمالي ضد القاذفات السوفيتية. في الفترة الواقغة بين عامي 1950 و1953، أرسلت كندا قواتها للمشاركة في الحرب الكورية دفاعًا عن كوريا الجنوبية.
بالنسبة لليستر بيرسون، ربما يمكن تضييق الخلافات الثقافية، تلك الناطقة بالفرنسية أمام الناطقة باللغة الإنجليزية، من خلال المشاركة في الشؤون العالمية. استطاع الكنديون اتخاذ أفقٍ أوسع وأكثر عالمية وليبرالية. كان من الممكن الشعور بالهوية الوطنية، المبنية على أطروحة الأمّة متوسّطة المساحة. لربما كان ينتج عن الالتزام الدولي شعورٌ بالهدف وبالتالي يوحّد الكنديين.

كانت هناك أصواتٌ في كل من اليسار واليمين تحذّر من التقرّب على نحوٍ وثيق من الولايات المتحدة. سُمِع عدد قليل من الكنديين قبل عام 1957. بدلًا من ذلك، كان هناك إجماعٌ واسع النطاق على السياسات الخارجية والدفاعية الكندية 1948 إلى 1957. صرّح بوثويل ودروموند وإنغلش:
كان هذا الدعم موحّدًا من الناحية الجغرافية والعرقية، من الساحل إلى الساحل وبين الفرنسيين والإنجليز. من اتحاد الكومنولث التعاوني (CCF)على اليسار إلى الائتمان الاجتماعي على اليمين، اتفقت الأحزاب السياسية على أن الناتو كان أمرًا جيدًا، والشيوعية أمرًا سيئًا، وأن الارتباط الوثيق مع أوروبا أمرٌ مرغوب فيه، وأن الكومنولث يجسّد ماضيًا مجيدًا.
لكن الإجماع لم يدُم طويلًا. عزلت أزمة السويس كندا عن كل من بريطانيا وفرنسا بحلول عام 1957؛ لم يعد لدى الساسة أي ثقةٍ بالقيادة الأمريكية، وشكّك رجال الأعمال في الاستثمارات المالية الأمريكية، وسخر المثقّفون من قيم التلفزيون الأمريكي وعروض هوليوود التي شاهدها جميع الكنديين. «وتهاوى التأييد العام لسياسة كندا الخارجية سريعًا. تحوّلت السياسة الخارجية بسرعةٍ، من كونها قضيةً رابحة لليبراليين، إلى قضيةٍ خاسرة».

### منذ عام 1957

#### حفظ السلام
المقال الرئيسي: قائمة بعثات حفظ السلام الكندية
دفع نجاح بعثة حفظ السلام في السويس الكنديين إلى تبنّي حفظ السلام كدورٍ مناسب لبلدٍ متوسّط المساحة، يبحث عن دورٍ يلعبه، ويكنّ احترامًا كبيرًا للأمم المتحدة. أدّى ذلك إلى إرسال قوّة حفظ سلام إلى قبرص في عام 1964، عندما كان عضوان في الناتو، اليونان وتركيا، في حالة عداءٍ بسبب العنف العرقي الدائر في المستعمرة البريطانية التاريخية. غادر الكنديون في عام 1993 بعد مقتل 28 وجرح العديد منهم في العملية. كان هناك حاجةٌ ماسّة إلى المساعدة في حفظ السلام في الكونغو البلجيكية في الفترة الممتدة من عام 1960حتى 1964، بعد انسحاب بلجيكا. كانت هناك العديد من التدخّلات الصغيرة الأخرى. لعبت كندا دورًا محوريًا في لجنة المراقبة الدولية (ICC)، التي حاولت التوسّط لإحلال السلام في فيتنام في ستينيات القرن العشرين. صدم سلوكٌ عنيف اقترفته قوات حفظ السلام الكندية في الصومال البلاد في عام 1993.

#### العلاقات مع الولايات المتحدة وغيرها
حاول المحافظ التقدّمي جون ديفنبيكر (1957-1963) تحسين العلاقات مع بريطانيا التي كانت تسعى إلى دخول السوق الأوروبية المشتركة حتى، ما أضعف علاقاتها التاريخية مع كندا على نحوٍ كبير. بذل الرئيس الأمريكي دوايت أيزنهاور قصارى جهده لتعزيز العلاقات الجيدة مع ديفينباكر. تمخّض عن ذلك الموافقة على خططٍ للانضمام إلى الولايات المتحدة فيما أصبح يعرف باسم قيادة دفاع الفضاء الجوي الأمريكية الشمالية (نوراد)، وهو نظام دفاعٍ جوّي متكامل، في منتصف عام 1957. كانت العلاقات مع الرئيس جون كينيدي أقلّ بكثير من أن تُوصف بالوديّة. عارض ديفينباكر الفصل العنصري في جنوب إفريقيا وساعد في نزعها من دول الكومنولث. أدّى تردّده بشأن قبول صواريخ بومارك النووية من الولايات المتحدة إلى سقوط حكومته.
كانت حرب فيتنام (1964-1975) لا تحظى بشعبيةٍ كبيرة في كندا، التي لم تقدّم سوى الحدّ الأدنى من الدعم الدبلوماسي وامتنعت عن المشاركة العسكرية. تجنّب الليبرالي ليستر بولز بيرسون بصفته رئيسًا للوزراء (1963-1968) أي تدخّلٍ في فيتنام. لم تكن الشؤون الخارجية على رأس جدول أعماله، إذ ركّز على المشاكل السياسية الداخلية المعقّدة.